# Krásná (kraj morawsko-śląski)
Krasna (czes. Krásná, niem. Krasna) – wieś gminna w powiecie Frydek-Mistek, w kraju morawsko-śląskim, w Czechach, w historycznych granicach Śląska Cieszyńskiego. Położona jest na wysokości 520 m n.p.m. w Beskidzie Morawsko-Śląskim, w dolinie potoku Mogielnica, na obszarze 4413 ha. Wieś jest zamieszkiwana przez podgrupę Górali śląskich.
Wzmiankowana po raz pierwszy w 1639 roku.

## Ludność
W latach 1869–2001:
| Rok             | 1869 | 1880 | 1890 | 1900 | 1910 | 1921 | 1930 | 1950 | 1961 | 1970 | 1980 | 1991 | 2001 |
| --------------- | ---- | ---- | ---- | ---- | ---- | ---- | ---- | ---- | ---- | ---- | ---- | ---- | ---- |
| Liczba ludności | 1757 | 1882 | 1805 | 1622 | 1500 | 1416 | 1546 | 1292 | 1275 | 1055 | 803  | 631  | 634  |

Według austriackiego spisu ludności z 1900 roku w 259 budynkach w Krasnej na obszarze 4412 hektarów mieszkało 1622 osób, co dawało gęstość zaludnienia równą 36,8 os./km². z tego 1597 (98,5%) mieszkańców było katolikami, 24 (1,5%) ewangelikami a 1 (0,1%) wyznawcą judaizmu, 1611 (99,3%) było czesko-, 5 (0,3%) niemiecko-, a 4 (0,2%) polskojęzycznymi. Do 1910 roku liczba mieszkańców spadła do 1500, z czego 1499 zameldowanych było na stałe, 1486 (99,1%) czesko-, 6 (0,4%) polsko-, 5 (0,3%) niemieckojęzyczni, a dwóch (0,1%) posługiwało się jeszcze innym językiem. Podział według wyznania: 1484 (98,9%) katolików oraz 16 (1,1%) ewangelików.
Według czeskiego spisu z 2001 roku w Krasnej w 178 z 281 budynków w gminie mieszkało 634 osób, z czego 582 (91,8%) było narodowości czeskiej, 24 (3,8%) słowackiej, 6 (1%) śląskiej, 4 (0,6%) morawskiej i 1 (0,2%) polskiej. Osoby wierzące stanowiły 63,1% populacji (400 os.), z czego katolicy 99% (396 osób).